# 錆喰いビスコ
『錆喰いビスコ』（さびくいビスコ）は、瘤久保慎司による日本のライトノベル。イラストは赤岸K、世界観イラストはmochaがそれぞれ担当している。電撃文庫 (KADOKAWA) より2018年3月から2025年1月まで刊行された。第24回電撃小説大賞の銀賞受賞作。防衛兵器の暴走によって文明が崩壊した未来の日本を舞台に、「錆び風」と呼ばれる現象に悩む人類と、それに対抗する力を持つ「キノコ守り」の青年の活躍を描く。3巻までで第一部完としている。2021年10月時点でシリーズ累計部数は30万部を突破している。
2019年版『このライトノベルがすごい！』では総合と新作で1位にランキングしており、『このラノ』としては初の快挙を達成している。「ラノベ好き書店員大賞2019」文庫部門で3位を獲得している。
メディアミックスとして『マンガUP!』にて高橋佑輔によるコミカライズ第1弾が行われ、同じく『マンガUP!』にて夏星創と萩織章仁によるコミカライズ第2弾『錆喰いビスコ2』が行われた。2019年12月6日には河本啓佑の朗読でオーディオブック化され、2021年にはテレビアニメ化が発表された。

## あらすじ
防衛兵器の暴走によって文明が崩壊し、荒野や砂漠が広がる未来の日本。人類は各所に城塞都市を構えて独自に統治しつつ、無秩序に野生化した防衛兵器に備えながら生き延びてきた。
その最中、有機物も含めすべてを錆びつかせる「錆び風」が猛威を奮っており、人類も錆び風により段々と錆びついていき、やがて命を落とす「サビツキ」に悩まされていた。「錆び風」の原因は、キノコの胞子とみなされ、キノコの扱いに長けた一族「キノコ守り」は迫害を受けていた。しかし、実際にはキノコこそが、治らないまでもサビツキを抑える効果があった。
世間の風評を気にせず、錆対策で各地でキノコを生やすキノコ守りの少年・赤星ビスコは、そのために騒動を起こし、通称「人喰い茸」として懸賞金を掛けられるにまで至ってしまっていた。そんなビスコの目的は、キノコ守りに伝わる、霊薬キノコ「錆喰い」を見つけることであった。
1巻
ビスコは、師匠ジャビのサビツキを治すため、「錆喰い」を求める道中として忌浜県へとやってくる。そこでビスコは、必死にサビツキ対策を行う美貌の少年医師・猫柳ミロと出会う。唯一キノコの力に気付いていた名医ミロはビスコの話を信じ、「錆喰い」を手に入れるため、共に東北を目指す。
2巻：血迫！超仙カケルシンハ
「錆喰い」を手に入れたものの、自らが錆喰いそのものとなり不死体質となってしまったビスコは、自らを元に戻すため、ミロと旅を続けていた。その手がかりとして、「出雲六塔」を擁する宗教国家・島根に、人を不老不死にしたり、あるいは元に戻すことができるという不死僧正・ケルシンハの話を聞く。そこで島根に向かう2人であったが、道中で出会った謎の瀕死の老人にビスコは胃を抜かれた上に謎の錆を植え付けられてしまう。それによって「錆喰い」の再生力が仇となり、早く胃を取り戻す必要が出たビスコは、老人を追って出雲六塔へと入る。
3巻：都市生命体「東京」
四国のキノコ守りの里で、ミロが正式にキノコ守りになる儀式の中、突如、都市ビルが生えだし、キノコ守り達が殺されていく。襲撃者の正体は、過去からやってきたアポロという男であり、日本が防衛兵器の暴走によって滅ぶ前の2028年に復元するため、未来を滅ぼすという。人類を苦しめる錆の正体も、実はアポロの発明に起因していた。アポロの計画を阻止するため、ビスコとミロ、チロルの3人は、アポロが待ち構える復元の終わった東京へ向かう。

## 登場人物
声の項はテレビアニメ版の声優。

### レギュラーキャラクター
赤星 ビスコ（あかぼし ビスコ）
声 - 鈴木崚汰
本作の主人公。人喰い茸の異名を持つ最強のキノコ守り。見た目に違わず荒い言動だが、思想や目的は純粋な持ち主。
名前の由来は「おいしくてつよくなる」あのお菓子。
『このライトノベルがすごい！』男性キャラクター部門では2019年度版で8位を獲得している。
猫柳 ミロ（ねこやなぎ ミロ）
声 - 花江夏樹
卓越した医術を持つ美貌の少年医師。左目の瞼と周囲の皮膚が黒く染まっていることから、パンダと愛称で呼ばれることがある。
ビスコと忌浜で出会って以降、彼の旅に同行する。
名前の由来は同じく「強い子の」飲料。
アクタガワ
ジャビとビスコの乗り物代わりにもなっている大きなカニで、錆に対して耐性を持つ”テツガザミ”。人の言語を解することができるようで意思疎通が可能。自身が邪魔と感じたら乗り手を投げ飛ばす。
名前は世襲制で、有名な文豪からとられている。

### 1巻
猫柳 パウー（ねこやなぎ パウー）
声 - 近藤玲奈
忌浜自警団長で、ミロの姉。身体の大部分が錆に侵食されているが、それでもなお身体能力が高い。
後に忌浜県知事となる。
名前の由来は「パワー」から。
ジャビ
声 - 斎藤志郎
キノコ守りでビスコの師匠。
黒革（くろかわ）
声 - 津田健次郎
現忌浜県知事。ビスコに対して並々ならぬ執着をみせる。
大茶釜 チロル（おおちゃがま チロル）
声 - 富田美憂
謎の美少女。諸事情で黒革の配下として動いていたが、その後の騒ぎに乗じて脱走。以降、ビスコ一向に行商人として度々遭遇する。

### 2巻
ケルシンハ
摩錆天言宗を率いていたという、通称「不死僧正」。
アムリーニ・アムリィ
出雲六塔に済む義眼の少女。
ジャウ・ラスケニー
かつてケルシンハと戦った僧の一人。

### 3巻
アポロ
現在の日本を滅ぼし、防衛兵器によって滅ぶ前の2028年の日本に復元しようと過去からやってきた青年。発明家・技術者であり、雰囲気は違うが顔立ちはビスコによく似ている。錆の発明者で、防衛兵器の暴走に間接的に関わる。
赤チロル
アポロの襲撃の際に重傷を負ったチロルの中に入り込んだ別人格。最初はチロルのフリをするが粗雑で、すぐに正体がバレる。チロルの額に赤い紋章が浮かび上がったため、赤チロルと呼ばれる。アポロやアポロの技術をよく知っている。

## 制作背景
元はゲーム会社のプランナーをやっていた瘤久保が体調を崩し、その療養中に書いたのが本作である。椎名誠のファンで特に小学生くらいの時に読んだSF小説『アド・バード』に強い影響を受け、以降、漫画でもゲームでもポストアポカリプスものを好むようになったという。一般にディストピアを描くと暗い印象になり鬱屈した主人公になりやすいところ、椎名作品では、邪悪に見える生き物も含めて躍動した生命力を感じられ、同様に瘤久保は世紀末で生きるモヒカン野郎たちに生命力を感じると言う。『マッドマックス 怒りのデス・ロード』のウォーボーイズの生き様のように、善悪を抜きにした生命賛歌をポストアポカリプスものでは感じることができ、そうした作品がいつか書ければと憧れていたと瘤久保は述べている。他にも世界観としては『漫画版風の谷のナウシカ』に影響を受けており、特に終盤の、ナウシカが自分たちを肯定するために修羅と化す経緯が好きだと言う。
実は第23回電撃小説大賞にも本作の前身となる作品『松茸守りの西垣』を応募しており、主人公・西垣ビスコの武器が銃で、それを使ってキノコ栽培をしていた。その主人公の名前とキノコが本作に受け継がれている。キノコである理由については、善悪のどちらの印象もなく、ただ生きているという純粋な印象を瘤久保は持っており、「中立」かつ「生命力」を感じるキノコが、本作のモチーフにピッタリであったと語っている。また、銃においては威力が個人の力量では変わらないことから、より個人の力が反映されやすい弓へと変えたと語っている。

## 既刊一覧
一部カクヨムにて、番外編が執筆されている。

### 小説
- 瘤久保慎司（著）・赤岸K（イラスト）・mocha（世界観イラスト）、KADOKAWA〈電撃文庫〉、全10巻
  - 『錆喰いビスコ』2018年3月10日初版発行（同日発売[31]）、ISBN 978-4-04-893616-3
  - 『錆喰いビスコ2 血迫！超仙力ケルシンハ』2018年8月10日初版発行（同日発売[32]）、ISBN 978-4-04-893832-7
  - 『錆喰いビスコ3 都市生命体「東京」』2019年1月10日初版発行（同日発売[33]）、ISBN 978-4-04-912162-9
  - 『錆喰いビスコ4 業花の帝冠、花束の剣』2019年7月10日初版発行（同日発売[34]）、ISBN 978-4-04-912478-1
  - 『錆喰いビスコ5 大海獣北海道、食陸す』2019年12月10日初版発行（同日発売[35]）、ISBN 978-4-04-912733-1
  - 『錆喰いビスコ6 奇跡のファイナルカット』2020年6月10日初版発行（同日発売[36]）、ISBN 978-4-04-913186-4
  - 『錆喰いビスコ7 瞬火剣・猫の爪』2021年3月10日初版発行（同日発売[37]）、ISBN 978-4-04-913267-0
  - 『錆喰いビスコ8 神子煌誕！うなれ斉天大菌姫』2022年1月10日初版発行（1月8日発売[38]）、ISBN 978-4-04-914036-1
  - 『錆喰いビスコ9 我の星、梵の星』2023年8月10日初版発行（同日発売[39]）、ISBN 978-4-04-914037-8
  - 『錆喰いビスコ10 約束』2025年1月10日初版発行（同日発売[40]）、ISBN 978-4-04-915069-8

### 漫画
- 高橋佑輔（漫画）・瘤久保慎司（原作）・赤岸K（キャラクター原案）・mocha（世界観イラスト） 『錆喰いビスコ』 スクウェア・エニックス〈ガンガンコミックスUP!〉、全4巻
  1. 2019年12月10日発売[41]、ISBN 978-4-7575-6411-4
  2. 2020年6月10日発売[42]、ISBN 978-4-7575-6725-2
  3. 2021年3月10日発売[43]、ISBN 978-4-7575-7137-2
  4. 2021年3月10日発売[44]、ISBN 978-4-7575-7138-9
- 夏星創（漫画）・萩織章仁（構成）・瘤久保慎司（原作）・赤岸K（キャラクター原案）・mocha（世界観イラスト） 『錆喰いビスコ2』 スクウェア・エニックス〈ガンガンコミックスUP!〉、全3巻
  1. 2022年2月7日発売[45]、ISBN 978-4-7575-7736-7
  2. 2022年7月7日発売[46]、ISBN 978-4-7575-8005-3
  3. 2022年12月7日発売[47]、ISBN 978-4-7575-8286-6

## 単行本未収録作品一覧

### 単行本発売時店舗別特典
| 巻数 | 詳細 |
| ---- | --- |
| 1    | とらのあな 「キノコ守りの娯楽」 メロンブックス「これからの生き方の話」 アニメイト 「引導」 ゲーマーズ 「八ツ蟹寺」 |
| 3    | アニメイト 4つ折りSSペーパー                                                                                       |
| 4    | アニメイト 書き下ろしSS                                                                                            |
| 5    | アニメイト 書き下ろしSS                                                                                            |

なお1巻発売時のゲーマーズでの特典は7巻発売時に復刻されている。

### 電撃文庫MAGAZINE掲載
- 電撃文庫MAGAZINE 2018年5月号 Vol.61、「腐姫沼の大蛤」
- 電撃文庫MAGAZINE 2018年7月号 vol.62、「キノコ守りのキャラバン」
- 電撃文庫MAGAZINE 2018年9月号 vol.63、「心眼の鑿」
- 電撃文庫MAGAZINE 2019年1月号、「おみくらさま」
- 電撃文庫MAGAZINE 2019年3月号、「万霊寺の放蕩娘」

### BD/DVD特典
- 1巻「お腹の恋人」
- 2巻「大羅鋏（だいらきょう）アクタガワ伝　 対決！ヒトデ元帥ペンタグア」
- 3巻「蛇羅弓(じゃらきゅう)ジャビ伝　 愛し死神連れゆく也」

### その他
- 電撃文庫創刊25周年記念！公式海賊本 電撃あいらんど！、「夏の海月と鉄棍姫」
- KADOKAWAライトノベルEXPO2020 公式記念本 サクラ コラボレーション！、「桜唱天・錆鬼覆滅!!」
- カクヨム[53]「マッシュルーム・スナップ」

## 朗読
Audibleにて河本啓佑の朗読で2019年12月6日よりオーディオブック化され配信。2020年11月時点で4巻まで発売されている。
オーディオブックとは別に書籍のPVとして、YouTubeの公式電撃文庫チャンネルで「電撃文庫朗読してみた」として、2021年6月22日より約8分半の鈴木崚汰による朗読が配信されている。

## テレビアニメ
2021年3月開催のイベント『KADOKAWA ライトノベルEXPO 2020』内にて発表された。第1期は2022年1月から3月までTOKYO MXほかにて放送された。
2023年7月16日、Abemaで配信された『電撃文庫30周年記念特番』（2日目）にて、第2期の制作が発表された。アニメーションは引き続きOZが担当する。

### スタッフ
- 原作 - 瘤久保慎司[60]
- 原作イラスト・キャラクター原案 - 赤岸K[60]
- 原作世界観イラスト - mocha[60]
- 監督 - 碇谷敦[60]
- 副監督 - 又賀大介[60]
- シリーズ構成 - 村井さだゆき[60]
- キャラクターデザイン - 浅利歩惟、碇谷敦[60]
- 総作画監督 - 浅利歩惟、井川典恵[60]
- メインアニメーター - 松原豊、河合桃子、豆塚あす香、竹知仁美[60]
- 美術・クリーチャー設定 - 曽野由大[60]
- 美術監督 - 三宅昌和[60]
- 色彩設計 - 千葉絵美[60]
- 撮影監督 - 高木翼[60]
- CGディレクター - 三田邦彦[60]
- 動画監督 - 張逸暉[60]
- 編集 - 木村祥明[60]
- 音響監督 - 小泉紀介[60]
- 音楽 - 上田剛士、椿山日南子[60]
- 音楽プロデューサー - 佐藤正和
- 音楽制作 - フライングドッグ[60]
- タイトルロゴ題字・各話サブタイトル題字 - 蒼喬
- プロデューサー - 深尾聡志、清瀬貴央、吉田博、中田博也、白石容子、大和田智之、小澤文啓、福井詔雄
- アニメーションプロデューサー - 高畑美香
- アニメーション制作 - OZ[60][59]
- 製作 - 錆喰いビスコ製作委員会（博報堂DYミュージック&ピクチャーズ、KADOKAWA、フライングドッグ、読売テレビ、フロンティアワークス、BS11、クロックワークス、ビットグルーヴプロモーション）

### 主題歌
「風の音さえ聞こえない」
JUNNAによる第1期オープニングテーマ。作詞はeijun、作曲・編曲はR・O・N。
「咆哮」
ビスコ（鈴木崚汰）＆ミロ（花江夏樹）による第1期エンディングテーマ。作詞・作曲・編曲は椿山日南子。
「ぶち抜け!!」
上田剛士の音楽による第1期第12話スペシャルエンディングテーマ。

### 各話リスト
| 第1話  | 八十万日貨の男   | 村井さだゆき | 碇谷敦            | 碇谷敦              | 浅利歩惟                                                                | 2022年 1月11日 |
| 第2話  | エリンギで跳ぶ   | 村井さだゆき | 碇谷敦            | 碇谷敦              | 井川典恵                                                                | 1月18日        |
| 第3話  | タッグ           | 村井さだゆき | 碇谷敦            | 菊池カツヤ          | 浅利歩惟 奥山鈴奈 関根千奈未                                            | 1月25日        |
| 第4話  | 蟹に乗る         | 安永豊       | 又賀大介          | 又賀大介            | 碇谷敦 又賀大介 浅利歩惟 井川典恵 河合桃子 豆塚あす香 竹知仁美          | 2月1日         |
| 第5話  | こどもたちの砦   | 安永豊       | 碇谷敦            | 小野隆宏 栗山貴行   | 浅利歩惟 井川典恵                                                       | 2月8日         |
| 第6話  | 道連れと獲物     | 村越繁       | 菊池カツヤ        | 栗山貴行            | 碇谷敦 又賀大介 浅利歩惟 井川典恵 豆塚あす香 實藤晴香 竹知仁美 滝川和男 | 2月15日        |
| 第7話  | 奪われた錆喰い   | 村越繁       | 碇谷敦            | 久保田雄大 小野隆宏 | 碇谷敦 又賀大介 浅利歩惟 河合桃子 豆塚あす香 竹知仁美 實藤晴香          | 2月22日        |
| 第8話  | 外道の罠         | 安永豊       | 又賀大介          | 又賀大介            | 碇谷敦 又賀大介 浅利歩惟 井川典恵 豆塚あす香                            | 3月1日         |
| 第9話  | きみを愛してる   | 村越繁       | 碇谷敦 菊池カツヤ | 長澤雄樹 高畑美香   | 碇谷敦 又賀大介 浅利歩惟 井川典恵 豆塚あす香 竹知仁美                   | 3月8日         |
| 第10話 | 復活のテツジン   | 安永豊       | 碇谷敦            | 小野隆宏 碇谷敦     | 碇谷敦 又賀大介 井川典恵 豆塚あす香 滝川和男                            | 3月15日        |
| 第11話 | おれがビスコだ！ | 村井さだゆき | あおきえい        | 栗山貴行            | 碇谷敦 又賀大介 浅利歩惟 井川典恵 豆塚あす香 竹知仁美 滝川和男          | 3月22日        |
| 第12話 | 弓矢の二人       | 村井さだゆき | 碇谷敦            | 碇谷敦 高畑美香     | 碇谷敦 浅利歩惟 井川典恵 豆塚あす香                                     | 3月29日        |

### 放送局
| 放送期間                | 放送時間                     | 放送局     | 対象地域   | 備考                                 |
| ----------------------- | ---------------------------- | ---------- | ---------- | ------------------------------------ |
| 2022年1月11日 - 3月29日 | 火曜 0:30 - 1:00（月曜深夜） | TOKYO MX   | 東京都     |                                      |
|                         |                              | BS11       | 日本全域   | 製作参加 / BS放送 / 『ANIME+』枠     |
|                         | 火曜 1:59 - 2:29（月曜深夜） | 読売テレビ | 近畿広域圏 | 製作参加 /『MANPA』第1部             |
| 2021年1月12日 - 3月30日 | 水曜 21:00 - 21:30           | AT-X       | 日本全域   | CS放送 / 字幕放送 / リピート放送あり |

| 配信開始日            | 配信時間                          | 配信サイト |
| --------------------- | --------------------------------- | --- |
| 2022年1月11日         | 火曜 0:30 - 1:00（月曜深夜）      | ABEMA |
| 2022年1月14日         | 金曜 0:30（木曜深夜） 更新        | dアニメストア |
| 2022年1月18日         | 火曜 0:30 - 1:00（月曜深夜）      | ニコニコ生放送 |
| 2022年1月18日以降順次 | 火曜 0:30（月曜深夜）以降順次更新 | ニコニコチャンネル GYAO! ひかりTV Netflix FOD バンダイチャンネル Hulu TELASA J:COMオンデマンド みるプラス U-NEXT アニメ放題 Amazon Prime Video アニメカ Rakuten TV DMM.com music.jp ビデオマーケット HAPPY!動画 ムービーフルplus クランクイン！ビデオ |

### BD / DVD
| 巻 | 発売日        | 収録話         | 規格品番 | 規格品番 |
| 巻 | 発売日        | 収録話         | BD       | DVD      |
| -- | ------------- | -------------- | -------- | -------- |
| 1  | 2022年3月23日 | 第1話 - 第4話  | VTXF-130 | VTBF-220 |
| 2  | 2022年4月20日 | 第5話 - 第8話  | VTXF-131 | VTBF-221 |
| 3  | 2022年5月25日 | 第9話 - 第12話 | VTXF-132 | VTBF-222 |

### 関連番組
7ΔZ（ナッツ）Youtubeチャンネルにて、本作のスタッフや出演者を交えた対談応援番組「びすこ部」が定期配信されている。